# August Gyllensvaan
Jon August Gyllensvaan, född 9 mars 1821 i Gränna landsförsamling, Jönköpings län, död där 29 oktober 1899, var en svensk militär, godsägare och politiker.
August Gyllensvaan var son till majoren Henrik Adolf Rosenquist af Åkershult (sedan Gyllensvaan) och Helena Charlotta Roos. Han blev volontär 1836 vid Västgöta regemente och furir 1838. Han tog officersexamen 1841 och var därefter  officerare vid Bohusläns regemente, som fanjunkare och senare underlöjtnant 1841 och löjtnant 1854 innan han tog avsked från militären 1855. Som riksdagsman var han ledamot för ridderskapet och adeln vid riksdagen 1865-1866 och av första kammaren 1867 och 1873–1874, invald för Göteborgs och Bohus läns valkrets.
Han gifte sig 1855 med Cathrine Petronella Lund 1834-1908) och de fick dottern Augusta von Otter. Han ägde egendomarna Fardume i Rute socken på Gotland och Lilla Sund i Forshälla socken i Bohuslän samt var innehavare av fideikommisset Västanå slott i Gränna landsförsamling. Han var landstingsman i Göteborgs och Bohus läns landsting 1863–1864 och 1868–1871 och ledamot av Göteborgs och Bohus läns hushållssällskaps förvaltningsutskott 1869–1870.
I riksdagen satt han i talmansdeputationen 1873 och var suppleant i bevillningsutskottet 1873-1874 och tillfälliga utskottet 1873. Han skrev två egna motioner, som i Tvåkammarriksdagen 1867–1970 uppges ha handlat om underhållet av allmänna vägar.